# Ho Meng-hua
Dans ce nom chinois, le nom de famille, Ho, précède le nom personnel.
Ho Meng-hua (何夢華), né le 1er janvier 1923 à Shanghai et mort le 19 mai 2009 à Hong Kong, est un réalisateur chinois.

## Filmographie
- 1966 : The Monkey Goes West
- 1966 : Princess Iron Fan
- 1967 : Susanna, primé au Golden Horse Film Festival and Awards (meilleur son)
- 1968 : Killer Darts
- 1971 : Les Griffes de Jade (鍾馗娘子, The Lady Hermit), le dernier film de Cheng Pei-pei avec la Shaw Brothers
- 1973 : The Kiss of Death
- 1975 : Black Magic
- 1975 : La Guillotine volante
- 1975 : All Mixed Up
- 1976 : Black Magic 2
- 1977 : Le Colosse de Hong Kong (猩猩王, The Mighty Peking Man)